# Fantasma Party
Fantasma party (titolo originale The Man Who Could Not Shudder) è un romanzo giallo di John Dickson Carr del 1940. È il dodicesimo della serie che ha per protagonista il dottor Gideon Fell.

## Trama
Martin Clarke, un ricco importatore di generi alimentari dall'Italia meridionale in Inghilterra, dopo averne sentito parlare in un club decide di acquistare Longwood House, una dimora di campagna situata nell'Essex, non lontano da Southend, che si dice sia una casa "stregata". Il dottor Norbert Longwood, morto nel 1820, aveva fama di essere una sorta di stregone impegnato in misteriosi esperimenti. Cento anni più tardi, nel 1920, nella casa si verificarono eventi apparentemente sovrannaturali, culminati nella morte del vecchio maggiordomo di famiglia, che salì su una sedia e si appese all'antico lampadario della sala da pranzo, dondolandosi finché questo si staccò e gli cadde addosso, uccidendolo. Da allora la casa è rimasta disabitata e Clarke l'acquista per una cifra ridicola. La sua idea è quella di verificare se veramente vi siano presenze di entità maligne o simili, e a questo scopo decide di invitare un gruppo di persone per un "fantasma party" di fine settimana. Sei persone, ognuna scelta per rappresentare un differente tipo di carattere: Bob Morrison, uno scrittore dotato di immaginazione e fantasia; la sua fidanzata Tess Fraser, stilista e pratica donna d'affari; Archibald Logan, coriaceo imprenditore, e la sua affascinante moglie Gwyneth, nervosa e impressionabile; Andy Hunter, architetto dalla mentalità scientifica e infine Julian Enderby, giovane avvocato di grido. Il weekend inizia subito all'insegna della tensione nervosa, con Tess che dichiara che una mano invisibile l'ha afferrata alla caviglia mentre entrava in casa. Ma il delitto avverrà il giorno dopo, alla luce del sole, quando una pistola appesa alla cappa di un camino spara apparentemente da sola e uccide Archibald Logan. Un omicidio assolutamente inspiegabile, tranne che per il genio investigativo del dottor Gideon Fell.

## Personaggi principali
- Martin Clarke - ricco commerciante
- Robert (Bob) Morrison - scrittore, narratore
- Tess Fraser - stilista, fidanzata di Morrison
- Archibald Logan - imprenditore
- Gwyneth Logan - sua moglie
- Andy Hunter - architetto
- Julian Enderby - avvocato
- Ispettore Grimes - della polizia locale
- Andrew MacAndrew Elliot - ispettore di Scotland Yard
- Gideon Fell - investigatore

## Critica
"La detection è sobria e solida, e ricorda più John Rhode che Carr, con il poliziotto, l'ispettore Elliot, che scova tutte le informazioni relative a pistole, candelieri e chiavi, e le porta all'onnisciente e alquanto sedentario detective, che tesse una nuova teoria a partire dalle prove e che riconosce il significato dei vestiti marroni e delle zollette di zucchero nel determinare l'identità dell'amante della moglie della vittima. Anche se il metodo richiede una sospensione dell'incredulità più grande del solito, è ingegnoso, quanto il doppio e triplo colpo di scena alla fine."

## Edizioni
- John Dickson Carr, Fantasma Party, traduzione di A.M. Francavilla, I Classici del Giallo Mondadori (n.928), Mondadori, 2002,  p. 218.